# Petrolia (Texas)
Petrolia es una ciudad ubicada en el condado de Clay en el estado estadounidense de Texas. En el Censo de 2010 tenía una población de 686 habitantes y una densidad poblacional de 356,96 personas por km².

## Geografía
Petrolia se encuentra ubicada en las coordenadas 34°0′47″N 98°13′55″O / 34.01306, -98.23194. Según la Oficina del Censo de los Estados Unidos, Petrolia tiene una superficie total de 1.92 km², de la cual 1.91 km² corresponden a tierra firme y (0.4%) 0.01 km² es agua.

## Demografía
Según el censo de 2010, había 686 personas residiendo en Petrolia. La densidad de población era de 356,96 hab./km². De los 686 habitantes, Petrolia estaba compuesto por el 93.15% blancos, el 1.31% eran afroamericanos, el 1.31% eran amerindios, el 0.29% eran asiáticos, el 0% eran isleños del Pacífico, el 2.19% eran de otras razas y el 1.75% pertenecían a dos o más razas. Del total de la población el 4.81% eran hispanos o latinos de cualquier raza.